# Анурија
Анурија је симптом болести који представља смањење диурезе на мање од 100 мл мокраће унутар 24 часа.
Смањење производње урина може бити узроковано различитим узроцима који се могу поделити на три групе:
- Преренална узроци - смањење протока крви кроз бубреге због дехидрације и сл.
- Ренални узроци - исхемијско или токсично оштећење бурега које узрокује тубуларни некрозу бубрега
- Постренални узорци - опструкција каменцем, неоплазме или угрушком у мокраћоводу

Анурију треба разликовати од олигурија, код које је диуреза смањена на мање од 500 мл унутар 24 часа.
|  | Молимо Вас, обратите пажњу на важно упозорење у вези са темама из области медицине (здравља). |